# Phenacoccus capensis
Phenacoccus capensis är en insektsart som beskrevs av Ferris 1950. Phenacoccus capensis ingår i släktet Phenacoccus och familjen ullsköldlöss. Inga underarter finns listade i Catalogue of Life.